# K. Michelle
Kimberly Michelle Pate (Memphis, Tennessee, Estados Unidos em 4 de Março de 1984), mais conhecida pelo seu nome artístico K. Michelle, é uma cantora e compositora americana. Ela primeiro recebeu notoriedade em 2009 com o single "Fakin 'It" (com Missy Elliott), e, posteriormente, passou a lançar os singles do mesmo seguimento, como "Fallin'" e "I Just Can't Do This". No verão de 2012, K. Michelle ganhou mais atenção ao aparecer em Love & Hip Hop: Atlanta, um reality show da VH1. Após sua aparição no show, ela conseguiu um contrato com a Atlantic Records.
Ela lançou seu álbum de estréia, Rebellious Soul, com muito atraso, em 13 de agosto de 2013.

## Vida Pessoal
Quando criança, K. Michelle aprendeu a tocar Piano e Guitarra , e teve aulas de canto com Bob Westbrook, que treinou cantores como Justin Timberlake e Britney Spears.
Originalmente uma grande Bióloga , K. Michelle se formou em Psicologia e especialização em musica em 2004.

## Carreira
A Carreira de K. Michelle começou quando ela assinou contrato com a Jive Records em 2009, e lançou seu primeiro single "Fakin 'it" , parceria com a rapper Missy Elliott numa tentativa de chamar a atenção do público. Por sua letra sensual , a canção conseguiu atenção. Em 2010 após o lançamento do 1º single, K. Michelle passou a lançar mais 3 singles "Fallin" ,"I Just Can't Do This" e "How Many Times". que respectivamente alcançou a  posição #56, #53 e #53 no Hot R&B/Hip-Hop Songs antes de seu contrato com  a gravadora ter sido quebrado. Antes de sua saída da Jive Records, K. Michelle estava gravando o que era pra ser seu primeiro álbum "Pain Medicine", que tinha como parceria com R. Kelly, Trina, Usher, Akon e Missy Elliott. Porêm o álbum foi cancelado devido a sua saída da gravadora.
Em 2012, Depois de participar de um reallity no VH1 , Ela assinou um contrato com a Atlantic Records, de onde ela lançou seu primeiro álbum de estudio Intitulado "Rebellious Soul". O Álbum foi lançado no dia 13 de Agoto de 2013, e estreou na posição #2 da Billboard 200 e #1 no Top R&B/Hip-Hop Albums, vendendo na primeira semana 72,000 cópias, até agora o álbum já vendeu 500,000 cópias nos estados unidos, garantindo assim Disco de ouro por lá.
Em 2014, K. Michelle lançou seu segundo álbum de estúdio pela Atlantic Records intitulado "Anybody Wanna Buy A Heart", no dia 09 de dezembro. O álbum debutou na posição #6 da Billboard 200 e #1 no Top R&B/Hip-Hop Albums Garantindo seu segundo     n°1 no chart, vendendo 87,000 cópias a primeira semana. Até agora o álbum já vendeu 400,000 cópias nos Estados Unidos.
Em 2015, Depois de cancelar uma turnê conjunta com Azealia Banks por motivos não revelados, K. Michelle começou a produzir seu 3° Álbum de estudio, intitulado "More Issues Than Vogue". O Lançamento ocorreu no dia 25 de março de 2016 em todas as plataformas digitais, vendendo em sua 1° semana 54,000 cópias debutando na posição #2 da Billboard 200e garantindo seu 3° #1 no Billboard R&B/Hip-Hop Albums. Até agora o álbum já vendeu 102.000 cópias nos Estados Unidos.

## Discografia

### Álbuns
| Título                              | Detalhes do Álbum                                                                                   | Posições | Posições | Posições  | Vendas        |
| Título                              | Detalhes do Álbum                                                                                   | US       | US R&B   | R&B Album | Vendas        |
| ----------------------------------- | --------------------------------------------------------------------------------------------------- | -------- | -------- | --------- | ------------- |
| Rebellious Soul                     | - Data de lançamento: 13 de Agosto de 2013 - Gravadora: Atlantic - Formato: CD, digital download    | 2        | 1        | 1         | - US: 500,000 |
| Anybody Wanna Buy a Heart?          | - Data de lançamento: 9 de Dezembro de 2014 - Gravadora: Atlantic - Formato: CD, digital download   | 6        | 1        | 1         | - US: 400,000 |
| More Issues Than Vogue              | - Data de lançamento: 25 de Março de 2016 - Gravadora: Atlantic - Formato: CD, digital download     | 2        | 1        | 1         | - US: 200,000 |
| Kimberly: The People I Used to Know | - Data de lançamento: 07 de Dezembro de 2017 - Gravadora: Atlantic - Formato: CD, digital download  | 56       | 23       | 10        | - US: 50,000  |
| All Monsters Are Human              | - Data de lançamento: 31 de Janeiro de 2020 - Gravadora: eOne Music - Formato: CD, digital download | 51       | 29       | 5         | - US: 13,200  |

### Mixtapes
| Título                              | Detalhes do Álbum                                                            |
| ----------------------------------- | ---------------------------------------------------------------------------- |
| What's The 901?                     | - Data de lançamento: 01 de Setembro de 2010 - Hosted by Future Star DJs     |
| For Colored Girls/Pre-Pain Medicine | - Data de lançamento: 25 de Dezembro de 2010                                 |
| Signed, Sealed, & Delivered         | - Data de lançamento: 10 de Junho de 2011 - Hosted by DJ Noize & DJ Brandnew |
| Still No Fucks Given                | - Data de lançamento: 15 de Julho de 2012 - Hosted by DJ Sense               |

### Singles
| Título                 | Ano  | Melhores Posições | Melhores Posições | Melhores Posições | Álbum                      |
| Título                 | Ano  | US                | US R&B/HH         | US R&B            | Álbum                      |
| ---------------------- | ---- | ----------------- | ----------------- | ----------------- | -------------------------- |
| "I Just Can't Do This" | 2010 | —                 | 53                | —                 | Signed, Sealed & Delivered |
| "How Many Times"       | 2011 | —                 | 53                | —                 | Signed, Sealed & Delivered |
| "Kiss My Ass"          | 2012 | —                 | —                 | —                 | Signed, Sealed & Delivered |
| "V.S.O.P."             | 2013 | 89                | 27                | 8                 | Rebellious Soul            |
| "Can't Raise a Man"    | 2014 | 94                | 23                | 13                | Rebellious Soul            |
| "Love 'Em All"         | 2014 | —                 | 35                | 24                | Anybody Wanna Buy a Heart? |
| "Hard to Do"           | 2015 | —                 | —                 | 23                | Anybody Wanna Buy a Heart? |
| "Not a Little Bit"     | 2016 | —                 | —                 | 18                | More Issues Than Vogue     |

### Outras canções
| Ano  | Título                                     | Posições | Álbum |
| Ano  | Título                                     | US R&B   | Álbum |
| ---- | ------------------------------------------ | -------- | ----- |
| 2009 | "Self Made" (featuring Trina & Gucci Mane) | 89       | —     |
| 2009 | "Fakin' It" (featuring Missy Elliott)      | 100      | —     |
| 2010 | "Fallin"                                   | 56       | —     |

### Aparições
| Título      | Ano  | Outro(s) artista(s) | Álbum          |
| ----------- | ---- | ------------------- | -------------- |
| "Love Is"   | 2010 | R. Kelly            | Love Letter    |
| "Put It In" | 2012 | Bobby V             | Dusk Till Dawn |

## Filmografia
Televisão
| Ano          | Filme                    | Papel   |
| ------------ | ------------------------ | ------- |
| 2012–2013    | Love & Hip Hop: Atlanta  | Herself |
| 2013–present | Love & Hip Hop: New York | Herself |